# Straffe Kontaktstruktur
In der Mathematik sind straffe Kontaktstrukturen (englisch: tight contact structure) ein Begriff aus der Kontaktgeometrie. Der Begriff geht auf Eliashberg zurück. In der {\displaystyle 3}-dimensionalen Kontaktgeometrie hat man eine fundamentale Dichotomie zwischen straffen und überdrehten Kontaktstrukturen.

## Definition
Eine Kontaktstruktur auf einer 3-Mannigfaltigkeit heißt straff, wenn es in der Mannigfaltigkeit keine überdrehten Kreisscheiben gibt, also keine eingebetteten Kreisscheiben, deren Rand ein Legendre-Knoten ist und die entlang des Randes transversal zur Kontaktstruktur sind.
Mit anderen Worten: Kontaktstrukturen auf 3-Mannigfaltigkeiten sind straff, falls sie nicht „überdreht“ (englisch: overtwisted) sind. Sie sind überdreht, falls die Kontaktstruktur eine überdrehte Kreisscheibe enthält.

## Beispiele

Die Standard-Kontaktstruktur auf.

- Die Standard-Kontaktstruktur mit Kontaktform {\displaystyle \alpha =dz-xdy} auf dem {\displaystyle \mathbb {R} ^{3}} ist straff.
- Die durch die Kontaktformen {\displaystyle \alpha _{n}=\cos(n\theta )dx-\sin(n\theta )dy} auf dem Volltorus {\displaystyle S^{1}\times \mathbb {R} ^{2}} gegebenen Kontaktstrukturen {\displaystyle \xi _{n}} sind straff.
- Straffheitssatz von Gromov-Eliashberg: Wenn eine Kontaktstruktur symplektisch füllbar ist, dann ist sie straff. Zum Beispiel ist die durch {\displaystyle \alpha =xdy-ydx+zdw-wdz} auf {\displaystyle S^{3}\subset \mathbb {R} ^{4}} gegebene Standard-Kontaktstruktur der 3-Sphäre straff.
- Kontaktüberlagerungslemma: Wenn {\displaystyle (M,\xi ^{\prime })\to (M,\xi )} eine Kontaktüberlagerung und {\displaystyle \xi ^{\prime }} straff ist, dann ist auch {\displaystyle \xi } straff. Zum Beispiel sind die durch {\displaystyle \alpha _{n}=\cos(n\theta )dx-\sin(n\theta )dy} auf dem 3-Torus {\displaystyle T^{3}=S^{1}\times S^{1}\times S^{1}} gegebenen Kontaktstrukturen {\displaystyle \xi _{n}} straff.

## Klassifikationen
- Auf {\displaystyle \mathbb {R} ^{3}} und {\displaystyle S^{3}} ist die Standard-Kontaktstruktur die einzige straffe, positive Kontaktstruktur.
- Auf {\displaystyle T^{3}} liefern die {\displaystyle \xi _{n}} eine vollständige Liste straffer Kontaktstrukturen.
- Die Poincaré-Homologiesphäre mit umgekehrter Orientierung trägt keine straffe, positive Kontaktstruktur.
- Die zusammenhängende Summe {\displaystyle P^{2}\mathbb {R} \sharp P^{2}\mathbb {R} } trägt keine straffe Kontaktstruktur.